# Bandvagn 206
Der Bandvagn 206 (Bv206) ist ein schwimmfähiges Mehrzweckfahrzeug mit Kettenlaufwerk der schwedischen Firma Hägglunds, die zum britischen Rüstungskonzern BAE Systems gehört. Er wurde als Geländefahrzeug mit amphibischen Eigenschaften für schwieriges, mooriges, vereistes und gebirgiges Gelände entwickelt und besteht aus zwei gelenkig verbundenen Einheiten mit je zwei Raupenketten. Es kann bis zu 17 Personen transportieren – 6 im Vorderwagen und 11 im Hinterwagen. Der Hinterwagen kann auch zum Materialtransport genutzt werden.
Der Name Bandvagn steht für die schwedischen Wörter Band für Kette und Vagn für Wagen. Er ist bislang (Stand: 2006) über 11.700-mal gebaut worden und wird weltweit eingesetzt.

## Entwicklung
Die Ursprünge des Bv206 begründen sich auf Forderungen des schwedischen Militärs für ein extrem geländegängiges, schwimmfähiges und schneetaugliches Transportfahrzeug als Ersatz für den Studebaker M29 Weasel aus US-amerikanischer Produktion. So suchte das schwedische Beschaffungsamt Försvarets materielverk (FMV) Mitte der 1950er-Jahre nach einem Nachfolger und beauftragte Volvo Ende 1961 zur Produktion des Bandvagn 202.
Ab 1970 suchte das FMV nach einem Nachfolger für den 202 und schrieb 1971 einen Entwicklungsvertrag aus, um den sich mehrere Unternehmen bewarben. Nach einem dreijährigen Auswahlverfahren wurde 1974 das Unternehmen Hägglund & Söner mit der Entwicklung beauftragt. Gefordert war der Einsatz zu jeder Jahreszeit in der Topografie Schwedens. Dies bedeutete Überschneetauglichkeit, Schwimmfähigkeit, geländetauglich mit hoher Steig- und Kletterfähigkeit bei gleichzeitiger Mobilität, um anderen motorisierten Verbänden folgen zu können, sowie ein Einsatz auch bei Temperaturen von −40 °C.
Der von Hägglund & Söner entwickelte Prototyp des Bandvagn 206 wurde in einem vierjährigen Truppenversuch überprüft, wobei durch das Militär auch die Betriebskosten im Vergleich zum Bv202 ermittelt wurden. 1979 beauftragte FMV das Unternehmen, seit September 2004 BAE Systems Hägglunds AB, mit der Serienproduktion von vorerst 3500 Fahrzeugen mit einem Auftragsvolumen von 800 Millionen schwedischer Kronen.

## Aufbau Bv 206

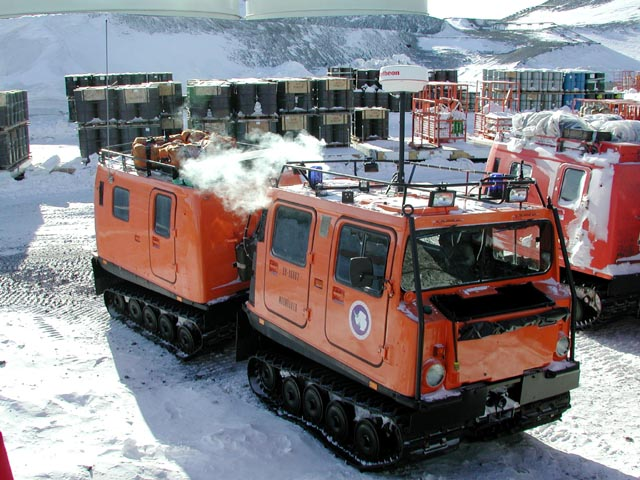
Vom Militär zur zivilen Nutzung. Die Einsatzfähigkeit auch bei −40 °C macht den Bv206 zu einem Allrounder in der Nutzung

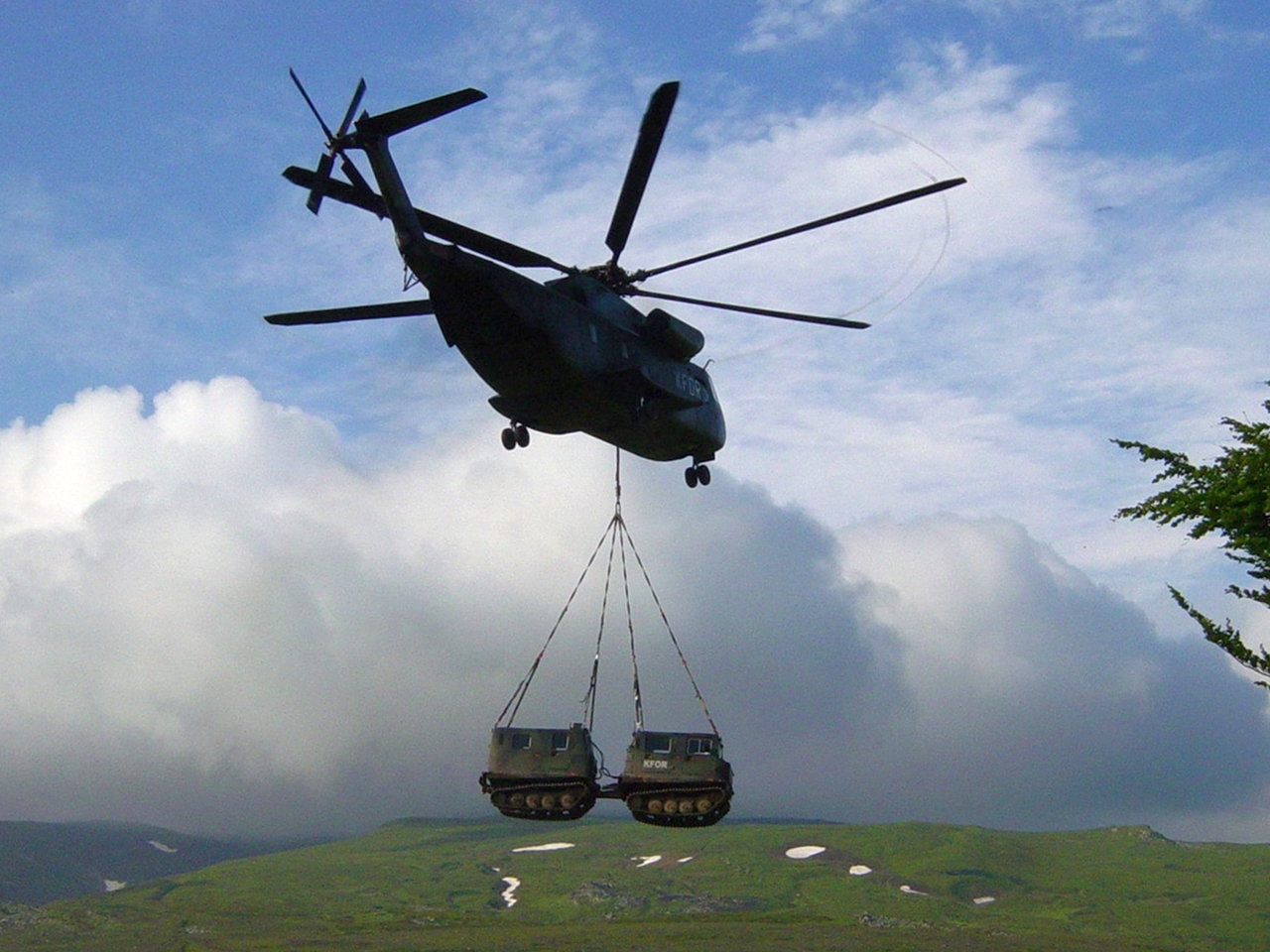
Das niedrige Gewicht des Gespanns erlaubt auch den Transport als Außen- oder Innenlast. Die CH-53G auf dem Bild fliegt teilbetankt, um den Bv206D der KFOR-Truppe ohne Trennung auf 1600 m Höhe abholen zu können.

Der „Hägglunds“ oder All-Terrain-Vehicle ist ein lufttransportfähiges Laufbandfahrzeug. Das in einen Vorder- und Hinterwagen aufgeteilte Fahrzeug ist durch eine hydraulische Knicklenkung verbunden. Sie verändert die Stellung des Vorder- und Hinterwagen zueinander und ermöglicht so ein Lenken des Gespanns. Während reguläre Kettenfahrzeuge über unterschiedliche Umfangsgeschwindigkeiten der Ketten eine Richtungsänderung vornehmen, erfolgt das Lenken bei einem Bandvagn über das Verschränken von Vorder- und Hinterwagen zueinander, ähnlich wie bei einem Radlader. Bei dem Hinterwagen handelt es sich also nicht, wie man irrtümlicherweise annehmen könnte, um einen Anhänger, sondern um einen festen Fahrzeugbestandteil, ohne den das Fahrzeug nicht fahrbar ist.
Der Antrieb des Vorderwagens wirkt dabei auch auf die Ketten des Hinterwagens. Die mit einem Überrollschutz versehenen Kabinen des Bv 206 bestehen aus einem schwer entflammbaren glasfaserverstärkten Kunststoff, der durch vier Gummikissen mit dem Fahrgestellrahmen verbunden ist. Gegen tiefhängende Äste können die Hägglunds mit einem Astabweiser an der Fahrzeugfront ausgestattet werden. Für Waffenträger gibt es eine Option mit Planenverdeck. Zur Erhöhung der Transportkapazität kann das Gespann mit einem speziellen schwimmfähigen 2-Achs-Anhänger versehen werden.
Bei der gepanzerten Version Bv206S wurden die Wagenkästen hingegen vollkommen überarbeitet. Gefertigt aus Panzerstahl bieten diese Schutz gegen Hartkernmunition im Kaliber 7,62 × 54 mm R und Artilleriesplitter. Das Fahrzeug wurde mit einer ABC-Schutzanlage ausgestattet und verfügt über eine Klimaanlage. Trotz eines Mehrgewichtes von 500 kg bleibt die Schwimm- und Lufttransportfähigkeit erhalten.
Alle Varianten des Fahrzeugs können als Innenlast in einer Reihe von Transportflugzeugen oder als Außenlast an Transporthubschraubern transportiert werden. Übersteigt das Gewicht bei Hubschraubern die fliegbare Masse, können die Bandvagn geteilt und einzeln geflogen werden.

### Antrieb und Laufwerk
Die ersten Hägglunds der schwedischen Streitkräfte wurden durch einen Ottomotor von Ford angetrieben. Der auch im Granada eingesetzte V-6-Motor hatte eine Leistung von 100 kW aus 2,79 Litern Hubraum. Nachfolgende Modelle erhielten je nach Nation ab 1982 5-Zylinder-Dieselmotoren des Typs OM 617.957 mit einer Leistung von 92 kW bei 4350/min oder Sechszylinder-Dieselmotoren des Typs OM 603.950 mit einer Leistung von 100 kW bei 4600/min von Mercedes-Benz. Sie wurden als Bv 208 bezeichnet und im Export als Bv 206D vermarktet. Die Höchstgeschwindigkeit beträgt 50 km/h an Land und 3 km/h zu Wasser. Geschaltet wird mit einem Automatikgetriebe von Mercedes-Benz. Das W4A-040 hat vier Vorwärtsgänge und einen Rückwärtsgang.
Die gepanzerte Variante Bv206S wurde vom Hersteller mit einem 6-Zylinder-Monoblock-Dieselmotor M16 von Steyr ausgestattet. Er leistet 130 kW aus 3,2 Litern Hubraum und erlaubt eine Höchstgeschwindigkeit von 52 km/h auf Straßen und 4,7 km/h im Schwimmbetrieb. Als Schaltgetriebe wählte man das von Daimler-Benz stammende W5A-580-Automatikgetriebe mit fünf Vorwärts- und zwei Rückwärtsstufen.
Das Fahrgestell der Bv206 besteht je aus einer gleichen Laufwerksgruppe unter Vorder- und Hinterwagen. Diese setzt sich zusammen aus Hauptrahmen, zwei Stahlblattfedern und zwei Kettenlaufwerken. Gegenüber einem üblichen Kettenfahrzeug mit Laufrollen hat der Bv 206 aus Aluminium gefertigte Laufräder. Diese sind je mit einem Tragarm verbunden und am Laufrollenrahmen befestigt. Als Kette dient ein mit Stahleinlagen verstärktes Gummi-Endloslaufband mit 128 Führungszapfen, das durch ein Laufbandrad geführt wird. Die Antriebskonstruktion erlaubt eine Steigfähigkeit von 45° (100 %) auf festen Untergrund und 13,5° (24 %) bei schneebedeckten Oberflächen.

### Bewaffnung
In der Zivilvariante unbewaffnet, wurde der Bv206 für das Militär nachträglich mit Waffen versehen. So finden sich je nach Version verschiedene Lösungen, ein Teil auch als Truppeneigenbau, die oft eine Übergangslösung darstellten. Als Bewaffnung wird die ganze Palette der zur Verfügung stehenden Waffen genutzt. So sind leichte bis schwere Infanteriewaffen möglich, Panzerabwehrwaffen bis hin zu einem rückstoßfreien Geschütz. Den Prototypstatus erreichten dagegen nur das in Zusammenarbeit mit Dynamit Nobel entwickelte Minenwurfsystem (ähnlich dem Minenwurfsystem Skorpion) und auf Basis des LARS ein Artillerieraketensystem. Ebenfalls nicht umgesetzt wurden Waffenträger mit 107-mm- und 120-mm-Mörser auf dem Hinterwagen.

## Varianten und Nutzer

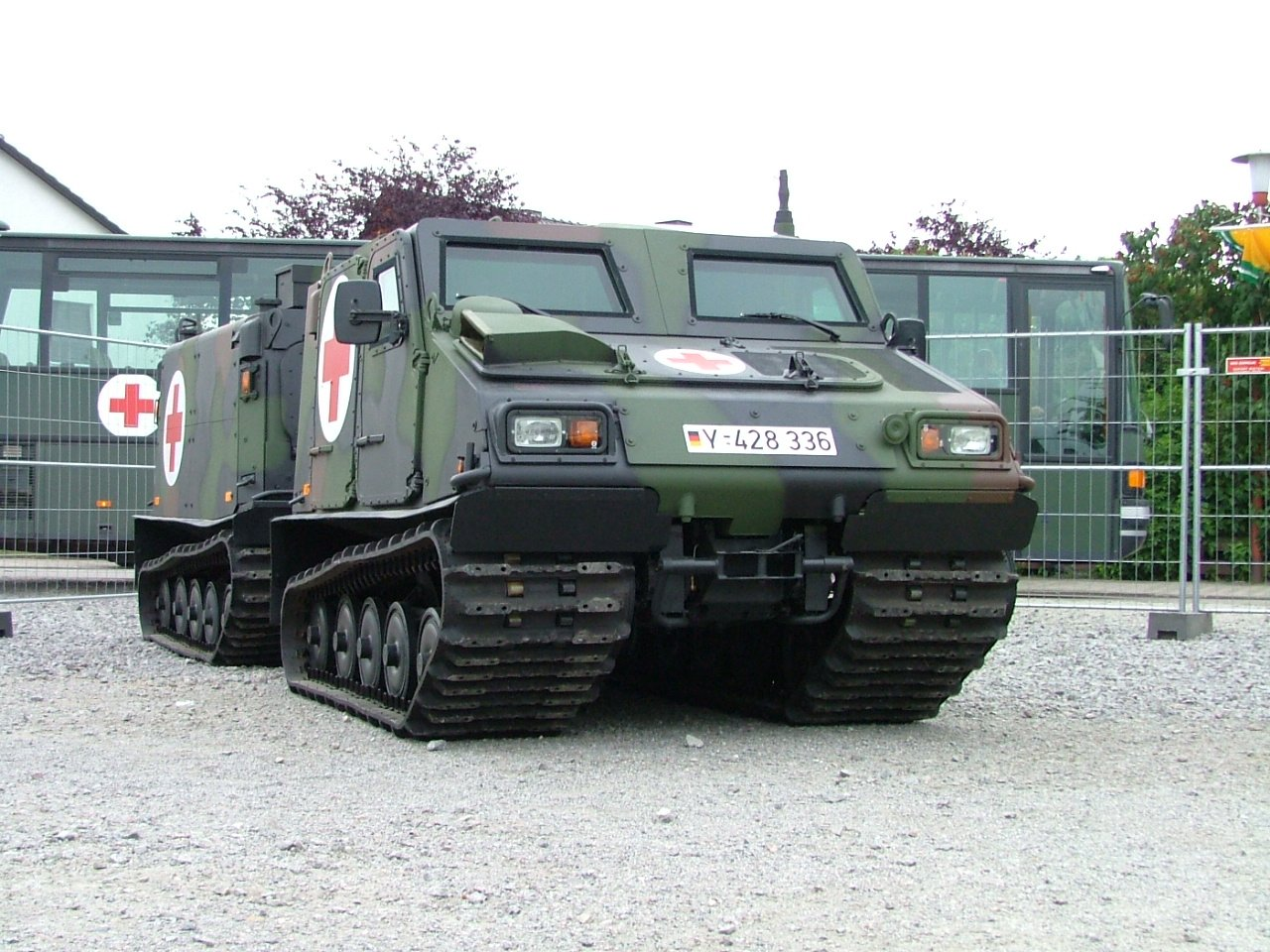
Gepanzerter Bv206S der Bundeswehr in der Sanitätsvariante

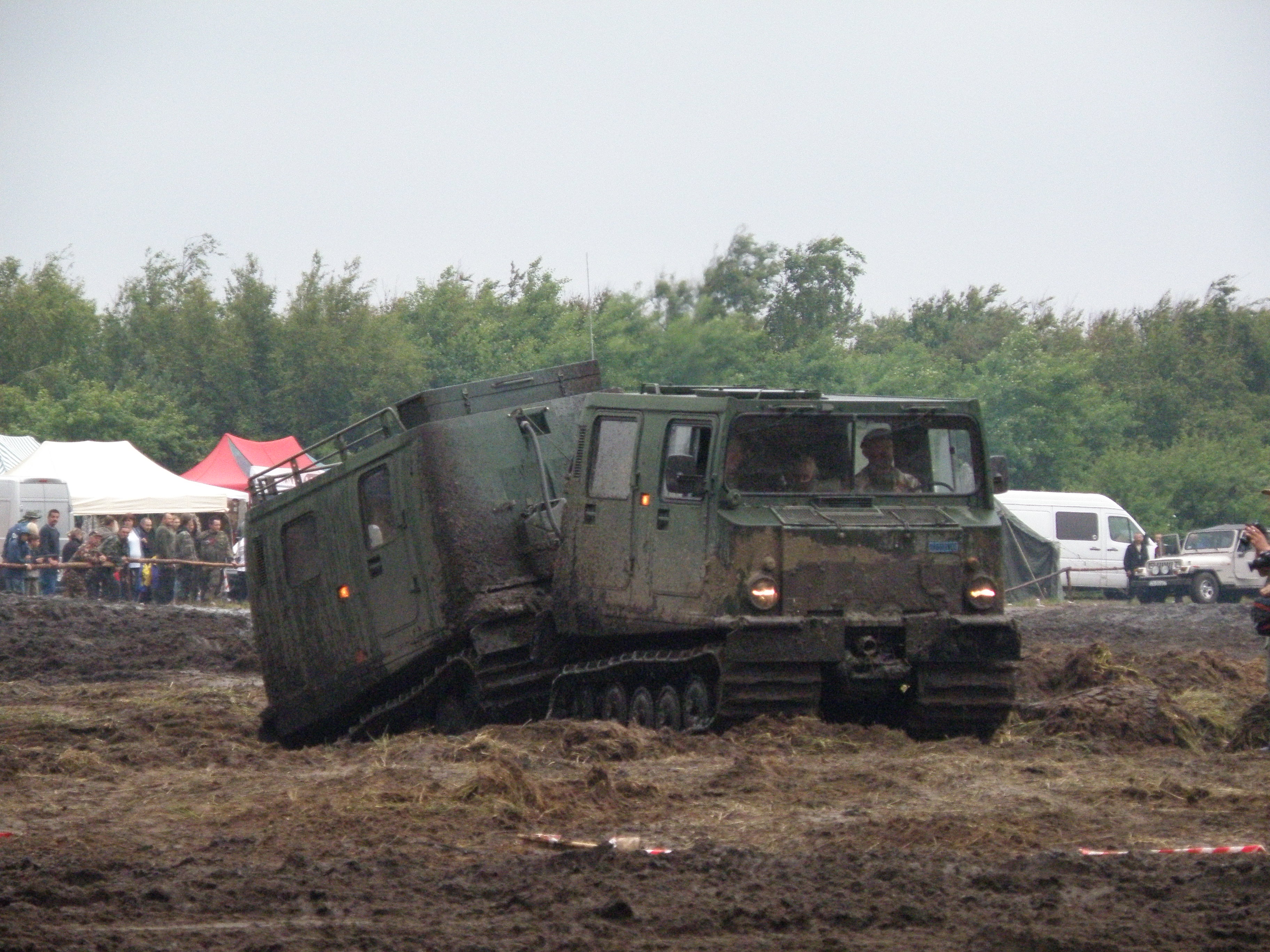
Die Möglichkeit, auch in sumpfartigem Gelände zügig voranzukommen, macht die Fahrzeuge zu einem international genutzten Transportmittel

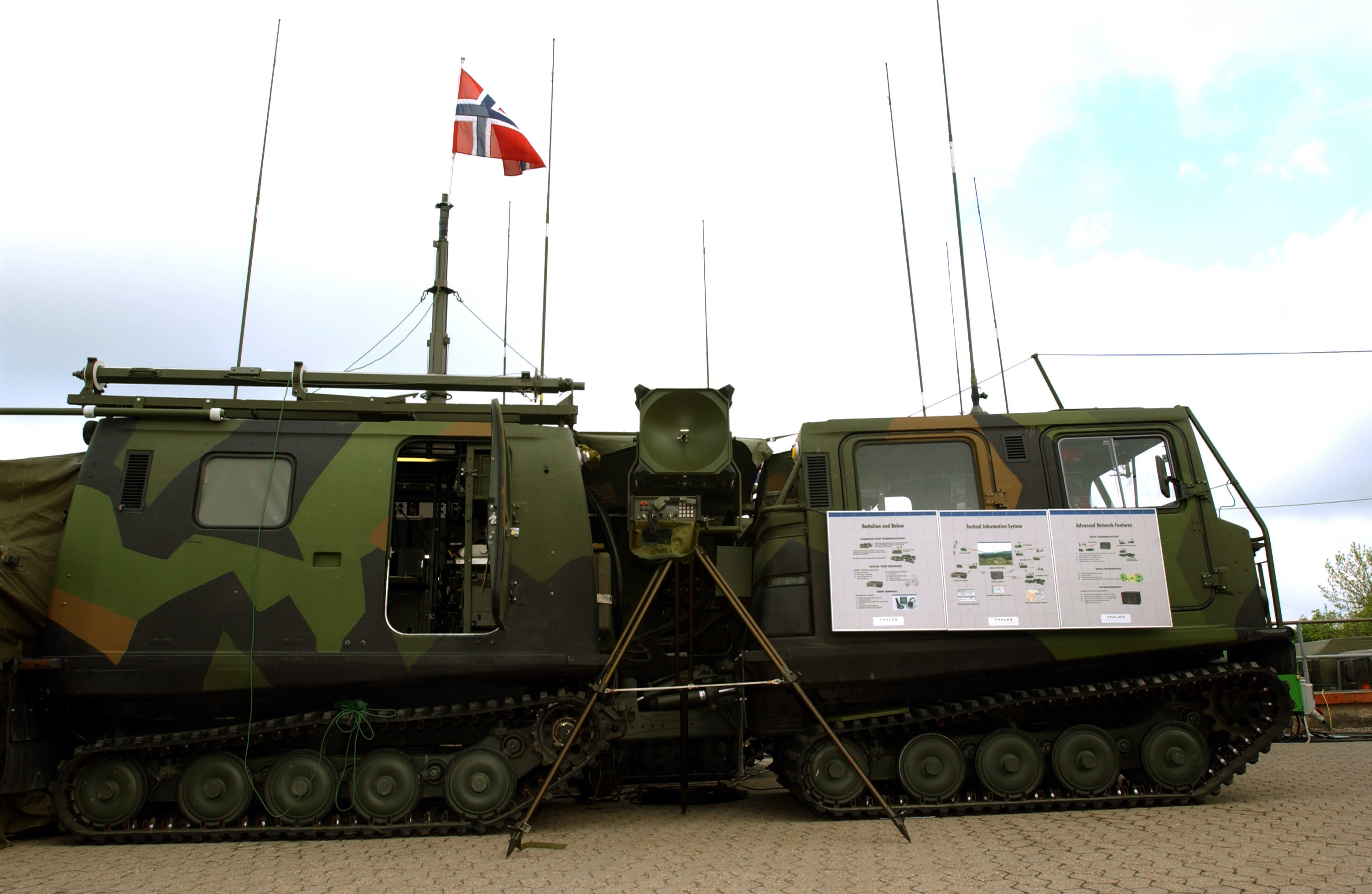
Norwegischer Bv206D als Gefechtsstandfahrzeug.

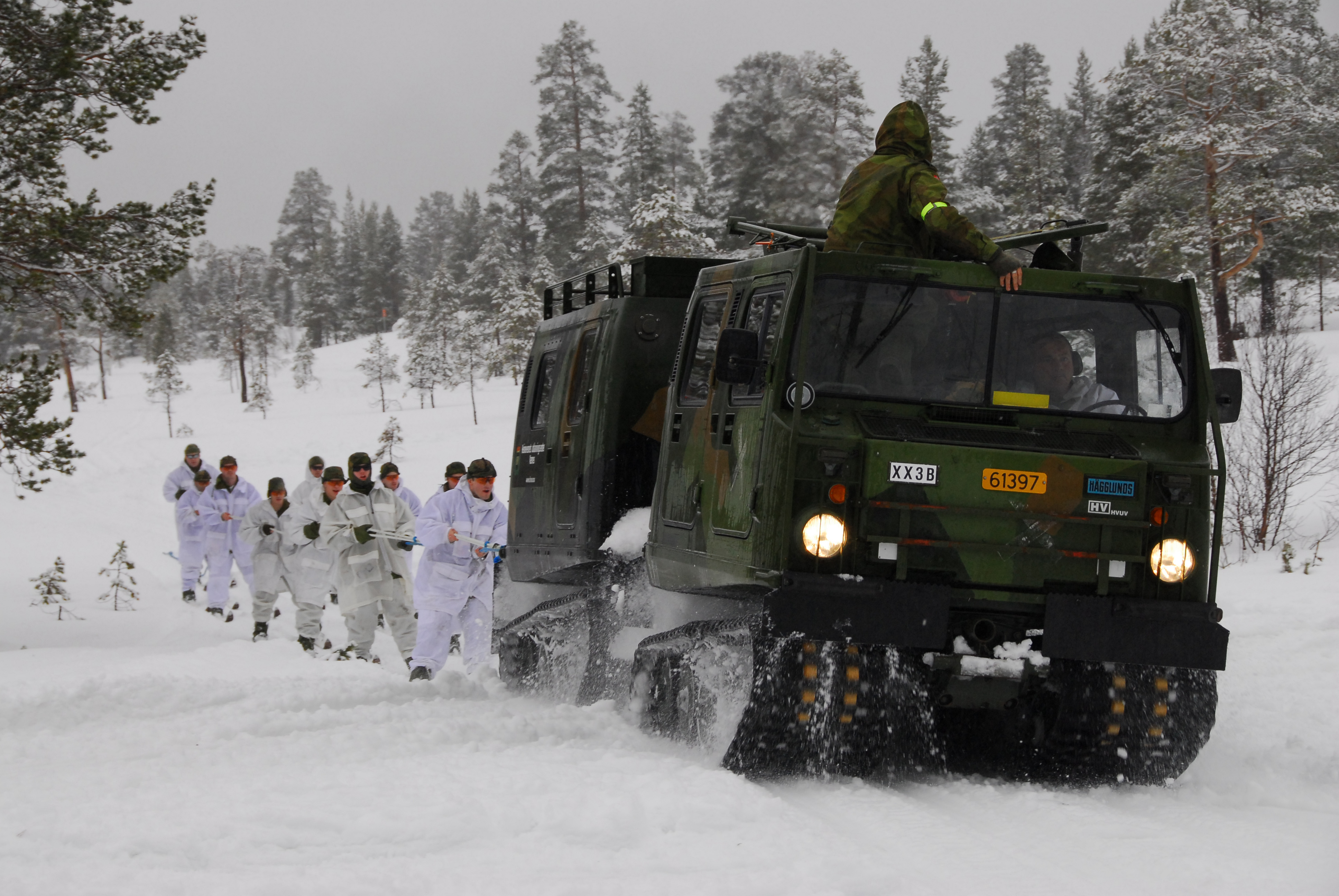
Eine mit Skiern ausgerüstete Gruppe lässt sich vom Bv206 schleppen. Die US-Soldaten gehören zur Nationalgarde und befinden sich auf Wintertraining in Norwegen. An der Front des Hägglunds ist ein Astabweiser angebracht, der die Kabinen vor tiefhängenden Ästen schützt.

Die Hägglunds befinden sich weltweit bei den Streitkräften von 38 Staaten, darunter acht NATO-Partnern, im Einsatz. So wird das Fahrzeug von Brasilien, Kanada, Chile, VR China, Finnland, Frankreich, Deutschland, Niederlande, Norwegen, Italien, Österreich, Pakistan, Spanien, Schweden, dem Vereinigten Königreich und den Vereinigten Staaten verwendet. In ziviler Ausführung dient es als Transport- und Gerätefahrzeug in Polargebieten oder auch bei den Organisationen des Katastrophenschutzes.

### Deutschland
In der Bundeswehr wird das Geländetransportfahrzeug Bv206D seit 1984 eingesetzt und führt ab dem 23. November 1993 auf einen Vorschlag des Divisionskommandos der 1. Luftlandedivision den Beinamen „Husky“. In einem ersten Baulos wurden zwölf Bv206D in der Transportvariante beschafft, um die deutschen Anteile der Allied Mobile Force/Land (AMF/L) und Einheiten der Luftlandebrigade auszustatten. Der Husky diente so in der Luftlandeartilleriebatterie 9 als Zugmittel für die Gebirgshaubitze 105 mm und im Fallschirmjägerbataillon 262 als Einsatzfahrzeug.
Durch die positiven Erfahrungen wurde 1989 ein zweites Baulos von 63 Hägglunds in Auftrag gegeben, dem bis 2006 weitere Bestellungen mit zusätzlichen 89 Fahrzeugen folgten. Insgesamt beschaffte die Bundeswehr 168 Bv206D, die vornehmlich von der Luftlande- und Gebirgsjäger-Truppe eingesetzt werden. Sie dienen als Personen-, Munitions- und Trägerfahrzeug sowie als Funk- und Führungsfahrzeug in unterschiedlicher Ausführung. Die Basisversion kann darüber hinaus mit einem Rüstsatz ausgestattet werden, der unter anderem Waffenhalterungen und Skiboxen für die Gebirgsjägertruppe enthält.
Im Rahmen des Beschaffungsvorhabens „Führungs- und Transportkraftfahrzeuge, leicht gepanzert und luftverladbar“ war die gepanzerte Husky-Variante Bv206S schon Anfang der 1990er-Jahre ein Kandidat der deutschen Streitkräfte. Erste Prototypen wurden 1994 erprobt und waren für die damaligen Krisenreaktionskräfte geplant. Seit 2004 werden die Bv206S als Sanitätstransport- und Gefechtsstandfahrzeug verwendet. Es waren zwischenzeitlich 75 Sanitätsfahrzeuge dieser Variante im Einsatz, unter anderem beim KSK, in den Sanitätszügen der Fallschirmjägerbataillone und den beiden Luftlandesanitätskompanien der Division Schnelle Kräfte. Im Rahmen eines einsatzbedingten Sofortbedarfes hat Rheinmetall Defence 2007 zusätzlich vier weitere Ambulanzfahrzeuge an die Bundeswehr ausgeliefert. Die zum „Beweglicher Arzttrupp (BAT)“ umgebauten Fahrzeuge wurden in Afghanistan eingesetzt.
In den Jahren 2006 bis 2009 hat die Bundeswehr zudem 81 Transport- und Führungsfahrzeuge des Musters Bv206S für die Gebirgsjäger erhalten. Der Kauf von weiteren 42 Bv206S wurde angestrebt. Durch die Beschaffungen der letzten Jahre erhöhte sich somit die Anzahl der in der Bundeswehr im Dienst befindlichen Bv206D/S von 168 Einheiten im Jahr 2003 auf 370 Fahrzeuge im Jahr 2009.
Zivil werden Hägglunds vom Havariekommando, dem Technischen Hilfswerk und den Umweltämtern der Länder genutzt. Die Aufgaben bestehen überwiegend im Transport von Mannschaft und Gerät sowie dem Transport geborgener Sachen in schwer zugänglichen Uferbereichen und im Wattenmeer.

### Finnland
Finnland bestellte als erster Exportkunde den Bv206. Zwischen 1982 und 1987 wurden 400 Exemplare mit Benzinmotor ausgeliefert. Sie ersetzten den Bandvagn 202. Die Fahrzeuge dienen als Waffenträger für Mörser und Panzerabwehrwaffen sowie zum Material- und Personentransport.
Anfang der 1990er-Jahre ergänzten die finnischen Streitkräfte die Fahrzeuge durch den Bandvagn NA-110 und NA-114 BT. Sie gleichen optisch und technisch dem Hägglunds, sind jedoch Fahrzeuge des finnischen Unternehmens Sisu Auto.

### Frankreich
Frankreich bestellte im Oktober 1992 erstmals 50 Bv206D, davon 32 für die 27. Gebirgsjägerbrigade (27e Brigade d'Infanterie de Montagne) und 18 für das 3. Infanterieregiment der Fremdenlegion (3e Régiment étranger d'infanterie) in Französisch-Guayana. Die Varianten erstrecken sich auf Personal- und Materialtransport in der Basisvariante sowie als Hakenabrollsystem. Insgesamt sollten bis 2015 in den Versionen Bv206D und Bv206 223 Fahrzeuge beschafft werden.

### Italien
1982 bestellte das italienische Militär 30 Bv206 als Material- und Personentransportfahrzeug. Vom V-6 Benzinmotor angetrieben wurden sie den Alpini zugeteilt. Von den ab 1986 beschafften 53 Bv206 dienen drei als Waffenträger für das Waffensystem TOW und verfügen somit über ein Planenverdeck. Zwischen 1999 und 2003 wurden die Fahrzeuge einer Nutzungsdauerverlängerung unterzogen und auf den Stand Bv206D mit 6-Zylinder-Dieselmotoren gebracht. Gleichzeitig wurden zwölf weitere Bv206 bestellt und der Bv206S erprobt. Insgesamt wurden 189 Bv206S bestellt und zwischen 2004 und 2007 ausgeliefert. Die als Veicolo Cingolato Blindato Bimodulare (deutsch „bimodulares gepanzertes Kettenfahrzeug“) geführten Fahrzeuge werden als Ambulanz, Transport-, Tank-, Funk-, Berge- und Instandsetzungsfahrzeuge bei den Gebirgstruppen eingesetzt.

### Kanada
Kanada kaufte 78 Bv206 zwischen 1983 und 1985. Die Basisvariante dient als Material- und Personentransporter, Ambulanzfahrzeug, Gefechtsstandfahrzeug und Zugfahrzeug für die leichte Feldhaubitze GIAT CN 105 LG 1. Für das Waffensystem TOW und die Mörser wurde die Variante mit Planenverdeck gewählt.
Als Mitglied des mobilen Eingreifverbandes AMF wurden einige Bv206 in Norwegen stationiert und eingelagert. Im Kalten Krieg sollten sie als Transportmittel für die kanadischen Truppen dienen, die an der Nordflanke des Verteidigungsbündnisses eingesetzt wurden. Bei der Operation Anaconda in Afghanistan wurden Fahrzeuge durch Kanada eingesetzt, die durch CH-47-Transporthubschrauber luftverlastet wurden.

### Niederlande
Die Korps Mariniers der niederländischen Marine (Koninklijke Marine) erhielten zwischen 1990 und 1992 Bv206D als Ersatz für den Bandvagn 202. Die 156 Fahrzeuge werden als Mannschaftstransportfahrzeug genutzt und durch verschiedene Rüstsätze als Mörserträger, Gefechtsstandfahrzeug sowie als Panzerabwehrfahrzeug mit dem Waffensystem M47 Dragon sowie dem Nachfolger Spike genutzt.
Die Bv206D wurden 2001 zusätzlich mit einer Drehringlafette ausgestattet und mit einem Browning M2 bewaffnet. Die Fahrzeug wurden in Kambodscha, Bosnien, Haiti, Eritrea und dem Irak eingesetzt. Mit dem Zukauf des Nachfolgers BvS10 werden 74 Fahrzeuge ausgemustert. Die verbliebenen 82 Exemplare werden generalüberholt.

### Norwegen

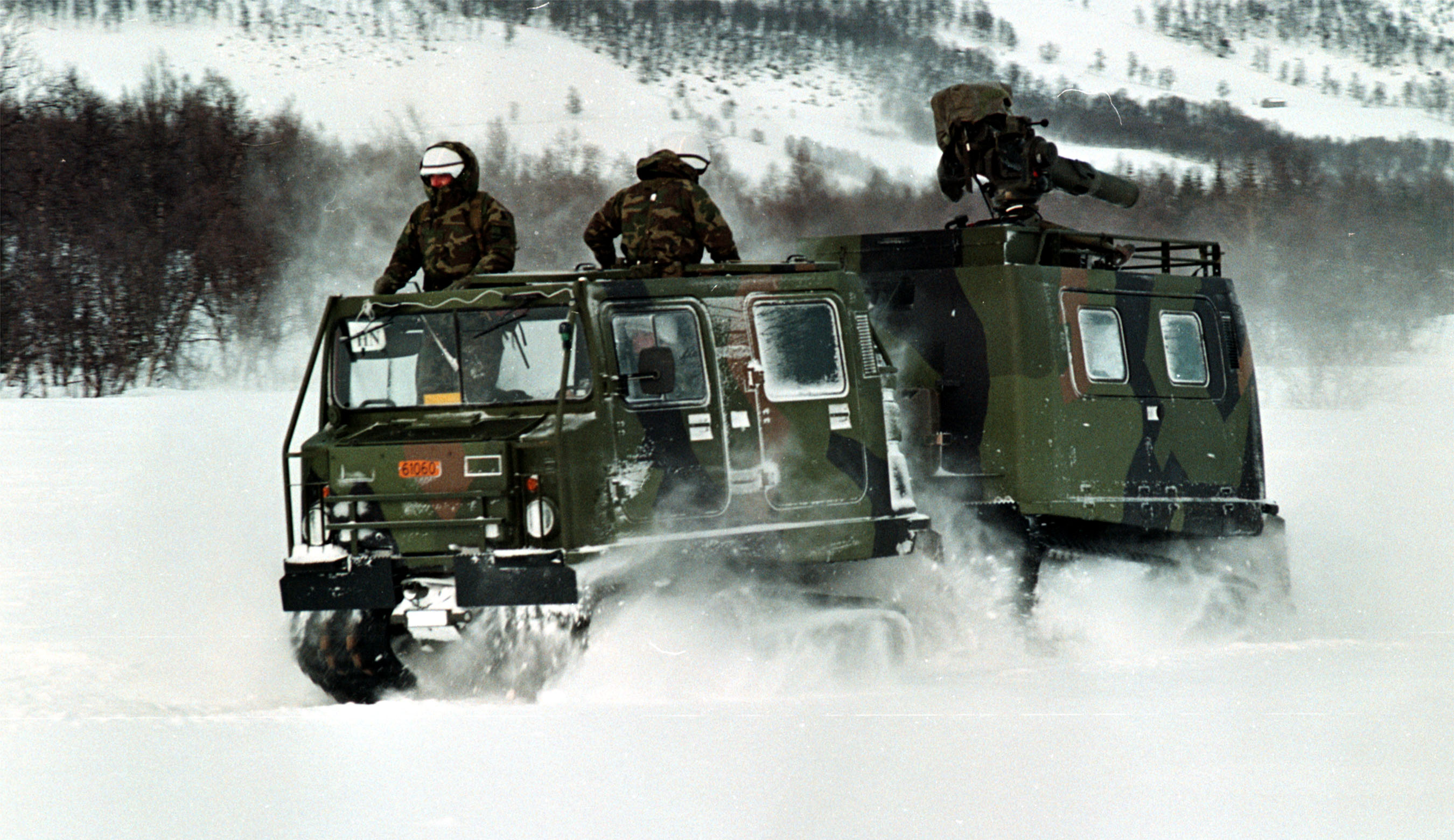
US-Marines des 25. Infanterieregiments bei der NATO-Übung Strong Resolve. Der Bv206 gehört zu Norwegens Militär und trägt auf dem Hinterwagen eine TOW-Startanlage.

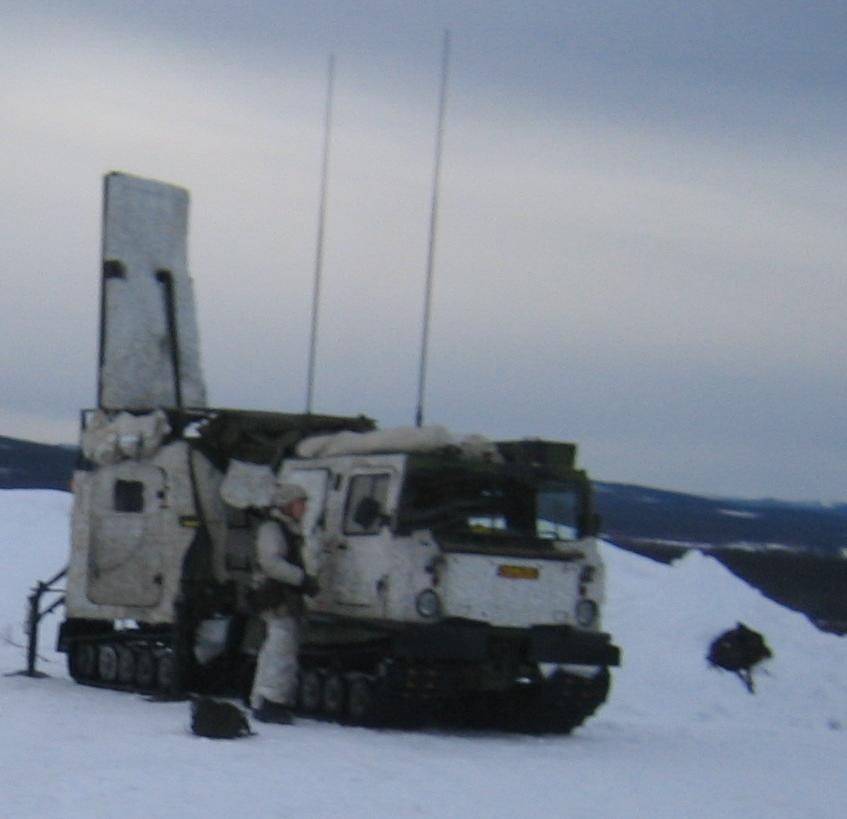
Artillerieaufklärungsradar ARTHUR auf einem Bandvagn 206

Norwegen kaufte zwischen 1981 und 1985 über 4100 Fahrzeuge beim Unternehmen Hägglunds Vehicle AB und ist damit zweitgrößter Nutzerstaat. Ende der 1990er-Jahre wurden alle Bv206, die über keinen 6-Zylinder-Dieselmotor verfügten, außer Dienst gestellt. Sie dienen dem Militär als Material- und Personentransporter, Mörserträger, Funk- und Führungsfahrzeug, Gefechtsstandfahrzeug, Ambulanzfahrzeug sowie als Trägerplattform für das Artillerieaufklärungsradar ARTHUR. Ein Großteil der Varianten wurde mit der Drehringlafette NM165 ausgerüstet, an der schwere Infanteriewaffen befestigt werden können.
Im zivilen Bereich wird der Hägglunds unter anderem von der UNIS als Transportfahrzeug für die Exkursionen und Expeditionen der wissenschaftlichen Mitarbeiter und Studenten eingesetzt.

### Österreich
Das Bundesheer beschaffte 1994 ein Bv206D für Erprobungszwecke. Das an der Heereskraftfahrschule untersuchte Fahrzeug wurde mit dem 6-Zylinder-Dieselmotor von Steyr aus dem Bv206S ausgestattet und steht seit dem 5. Dezember 1997 im Dienst. Das im Gebirgskampfzentrum Saalfelden eingesetzte Fahrzeug ist ein Einzelstück.
Im Juli 2016 wurde bekannt, dass das Bundesheer eine Bestellung von 32 Fahrzeugen des weiterentwickelten Typs Hägglund BvS 10 tätigen wird. Die Fahrzeuge sind bei den Hochgebirgstruppen im Einsatz.

### Schweden
Bei den schwedischen Streitkräften kommt der Bv206D in allen Truppengattungen zum Einsatz. Von den anfänglich bestellten 3500 Exemplaren wurde die Stückzahl bis 2006 auf über 4500 Hägglunds gesteigert. Sie dienen dem Militär als Material- und Personentransporter sowie als Waffenträger. So trägt der Pansarvärnsrobotbandvagn 2063 das Waffensystem TOW oder BILL zur Panzerabwehr. Insgesamt werden über 25 Rüstsätze verwendet, vom Funk- und Führungsfahrzeug bis zum Artillerieaufklärungsradar ARTHUR.
Die gepanzerte Variante Bv206S wird seit 1993 genutzt und als Bv308 geführt. Sie waren bei SFOR und KFOR im Einsatz und werden bei den schwedischen Anteilen der Nordic Battlegroup genutzt. Insgesamt wurden bis Juni 2006 über 92 Fahrzeuge in den Ausführungen Ambulanz, Personentransport und Ladewechselsystem bestellt und ausgeliefert. Die Gesamtkosten beliefen sich auf mehr als 93 Millionen schwedische Kronen.

### Spanien
Das spanische Heer bestellte Ende der 1980er-Jahre 40 Bv206. Seit 2003 wird auch die gepanzerte Version vom Heer genutzt. Insgesamt wurden 50 Bv206S bestellt und ausgeliefert. Der größte Teil der in Spanien als TOM (Tractor Oruga de Montaña) geführten Fahrzeuge ist in der Gebirgsjägerbrigade Brigada de Cazadores de Montaña „Aragón I“ im Einsatz.

### Vereinigtes Königreich
Die Streitkräfte des Vereinigten Königreichs erprobten ab September 1981 vier Bv206 mit verschiedenen Rüstsätzen. Zwischen 1986 und 1989 wurden 200 Bv206 mit Benzinmotor bestellt, die zum Teil später auf den Stand Bv206D gebracht wurden. Unter der Bezeichnung All-Terrain-Vehicle (ATV) geführt dienen sie als Mörserträger, als Material- und Personentransporter, Ambulanzfahrzeug, Führungs- und Gefechtsstandfahrzeug sowie als Transportfahrzeug für die Satellitenfunkanlage VSC501. Die meisten Fahrzeuge werden in der 3 Commando Brigade der Royal Marines eingesetzt. Das Heer nutzte die Fahrzeuge bei den Anteilen der Allied Mobile Force/Land sowie beim IFOR- und SFOR-Kontingent. Während der Invasion des Irak im Jahr 2003 wurden die Hägglunds bei der Operation Telic erstmals durch das britische Militär im Kampfeinsatz genutzt.
Die gepanzerte Version Bv206S wurde zugunsten der Weiterentwicklung BvS10 nicht beschafft.

### Vereinigte Staaten
Die US Army erprobte in den 1980er-Jahren das Fahrzeug beim Cold Region Test Center in Fort Greely. Zwischen 1983 und 1989 erhielten die Streitkräfte 1100 Bv206, die unter der Bezeichnung M973/M973A1 Small Unit Support Vehicle eingeführt wurden. Eingesetzt wurden die Fahrzeuge bei der 172nd Infanterie Brigade, der Alaska Army Nationalgarde, aber auch in Deutschland beim Hauptquartier der Allied Command Europe Mobile Forces (AMF). Das United States Marine Corps verfügt über zehn M973 am Mountain Warfare Training Center. Weitere 150 waren im Kalten Krieg in Norwegen für die Bündnisverteidigung stationiert.

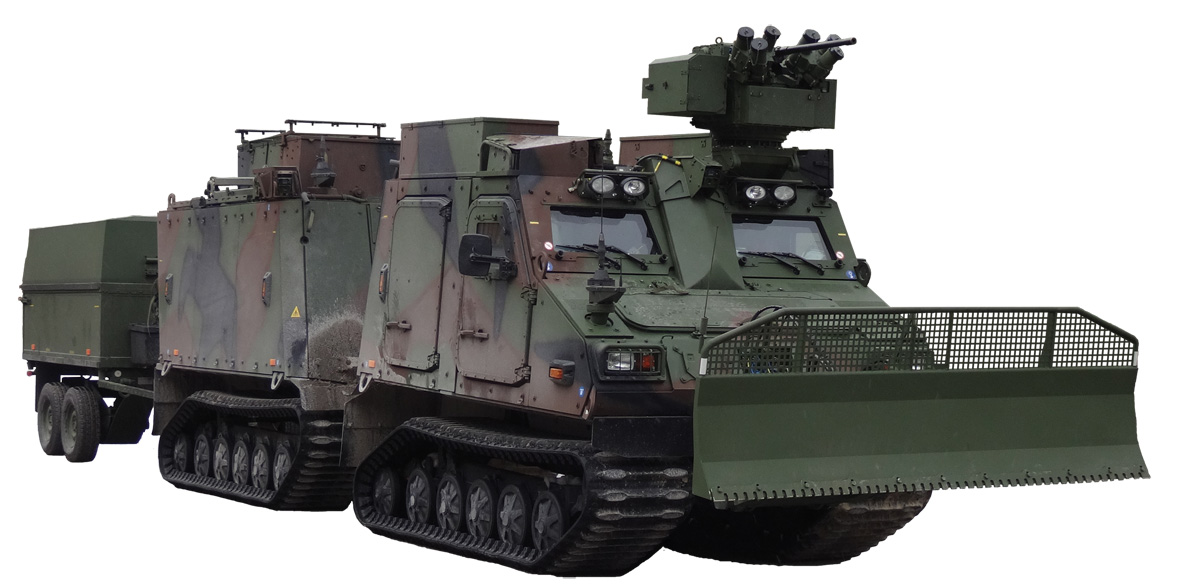
BvS10AUT der 6. Gebirgsbrigade (Österreichisches Bundesheer) in Vollausstattung mit Räumschild und Anhänger.

## Weiterentwicklung BvS10

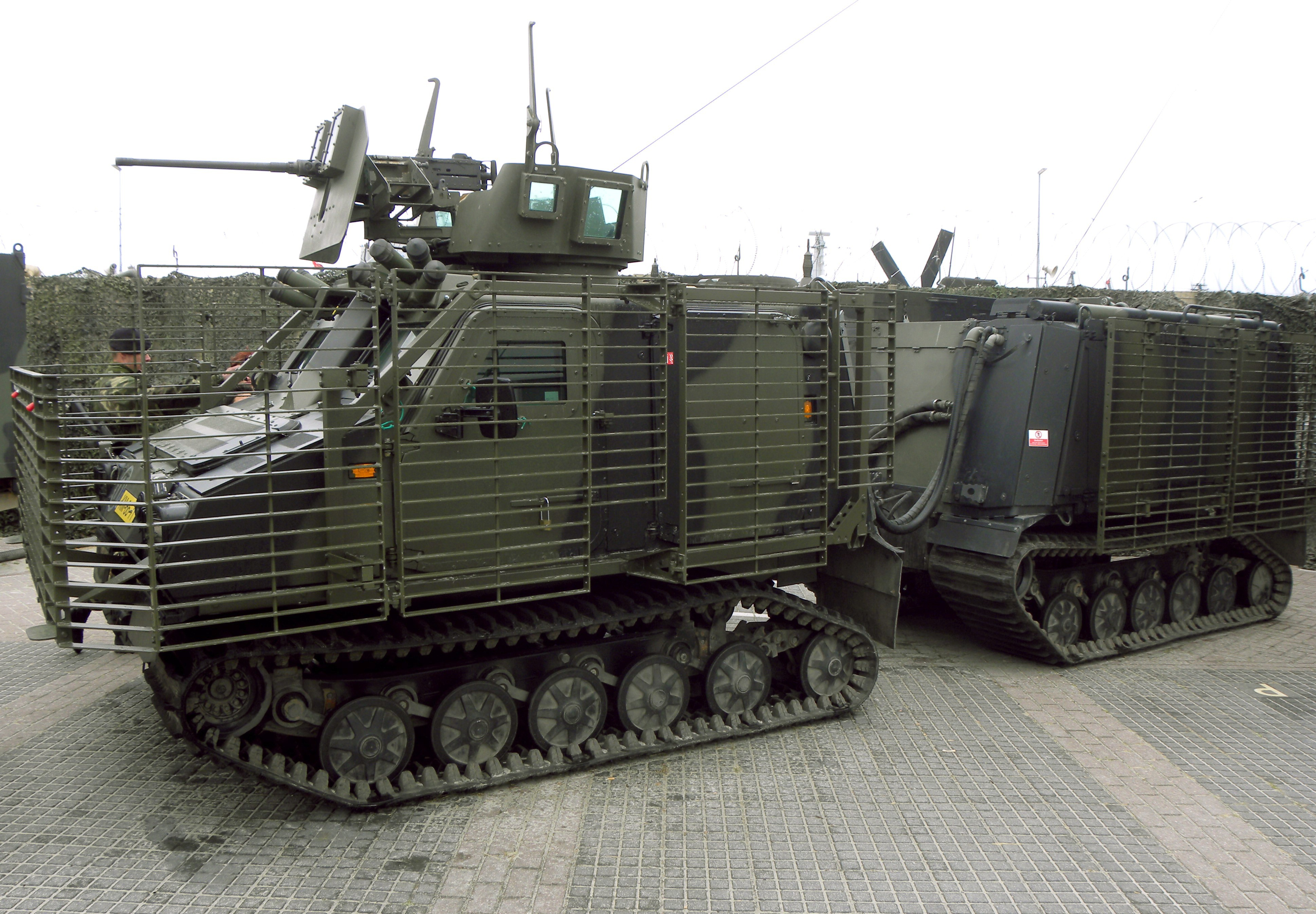
BvS10 der niederländischen Marine. Das sechste Laufrad macht den Unterschied zum Bv206S. Außer einer Waffenstation hat das Fahrzeug eine Käfigpanzerung und eine Nebelmittelwurfanlage.

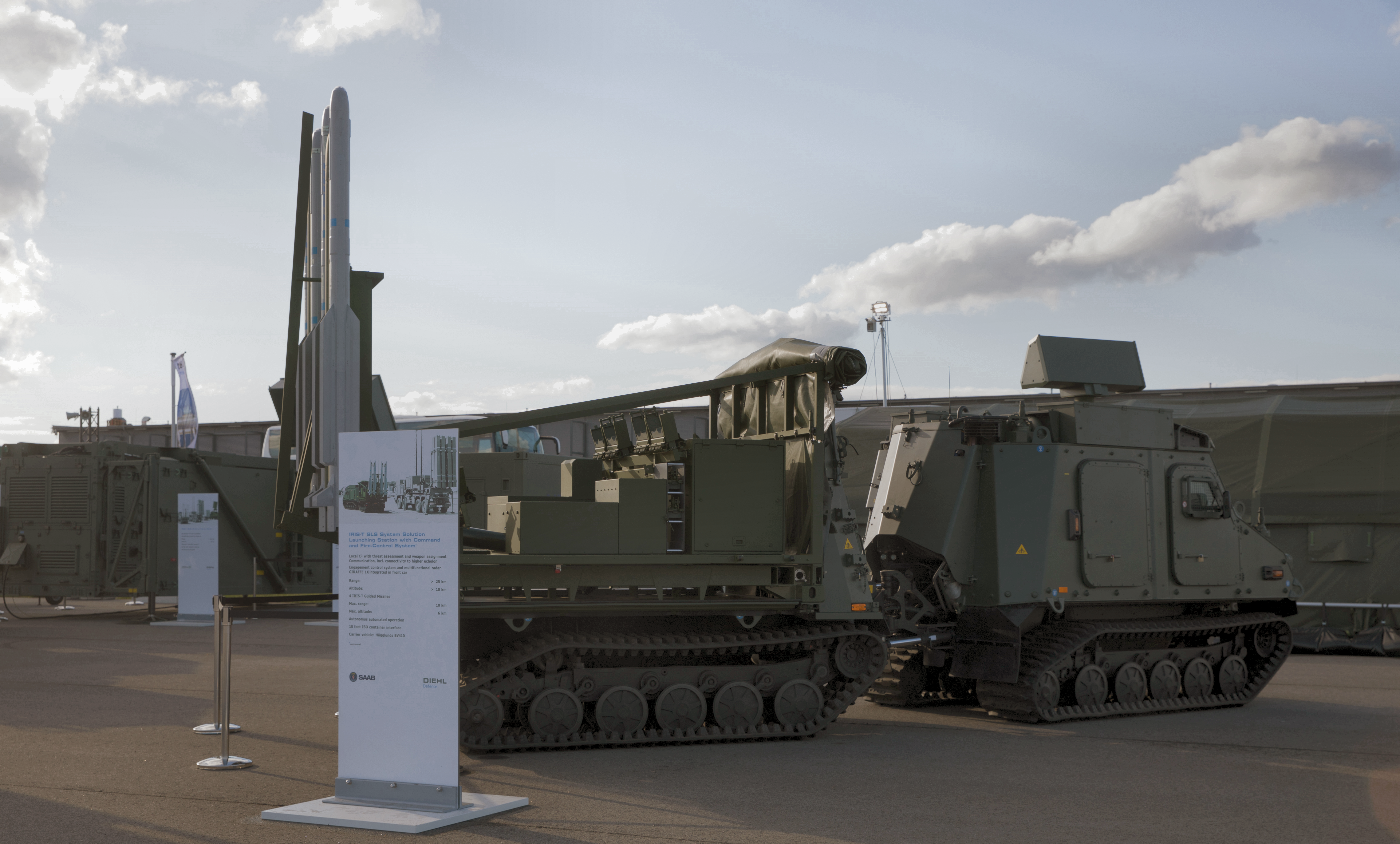
Eldenhet 98: Flugabwehrsystem der schwedischen Streitkräfte mit Radar und Startern für IRIS-T SLS auf Basis des BvS10 (dort als BV410 bezeichnet)

Der BvS10 ist auf Basis des Bv206S komplett neu entwickelt. So wurden die Lenkanlage, der Antrieb, das Chassis und die Panzerung verbessert. Das um knapp 70 cm längere Fahrzeug wurde auch mit einem Minenschutz ausgestattet, um die Besatzung vor Schützenabwehrminen mit einer Sprengmasse von 500 g zu schützen.
Wie seine Vorgänger ist er lufttransportfähig. Eingesetzt wird er unter der Bezeichnung „Viking“ bei den Royal Marines der britischen Royal Navy und den Korps Mariniers der niederländischen Marine.
Für den zivilen Markt wurde von BAE Systems 2015 der BvS10 Beowulf vorgestellt.
Ende 2022 wurde bekannt, dass im Rahmen der gemeinsamen Beschaffungsinitiative Collaborative All-Terrain Vehicle (CATV) 436 BvS10 ausgeliefert werden, davon 140 an Deutschland, 236 an Schweden und das 60 an das Vereinigte Königreich. Im März 2023 folgte die Beschaffung des zweiten Loses Überschneefahrzeuge im Rahmen des CATV. Für das deutsche Heer wurden weitere 227 BvS10 über den gemeinsamen Rahmenvertrag mit BAE Systems Hägglunds bestellt. Die Bundeswehr erhält somit insgesamt 367 Fahrzeuge. Zunächst sollen 2025 vier Nachweismuster geliefert werden, die vom BAAINBw einer integrierten Nachweisführung unterzogen werden. Der weitere Zulauf soll im Zeitraum 2026 bis 2028 erfolgen mit jeweils 40, 40 und 56 Fahrzeugen als Jahresscheiben. Die 227 Fahrzeuge des zweiten Loses sollen bis 2030 ausgeliefert sein.

## Technische Daten
| Kenngröße             | Bv206D                             | Bv206S                                      |
| --------------------- | ---------------------------------- | ------------------------------------------- |
| Länge                 | 6,90 m                             | 6,92 m                                      |
| Breite                | 1,87 m                             | 2,00 m                                      |
| Höhe                  | 2,30 m 2,45 m                      | 2,0 m                                       |
| Gesamtgewicht         | 6,74 t                             | 7,0 t                                       |
| dv. Nutzlast          | 2,04 t                             | 1,55 t                                      |
| Antrieb               | R5-/R6-Dieselmotor (Mercedes-Benz) | Reihensechszylinder-Dieselmotor M16 (Steyr) |
| Leistung              | 92 kW/100 kW                       | 130 kW bei 3800/min                         |
| Höchstgeschwindigkeit | 50 km/h (Land) 3 km/h (Wasser)     | 52 km/h (Land) 4,7 km/h (Wasser)            |
| Reichweite            | 330 km                             | 300 km                                      |
| Bodendruck            | 1,4 N/cm² / 0,14 kg/cm²            | 1,6 N/cm² / 0,163 kg/cm²                    |
| Batteriekapazität     | 24 V DC, 100 Ah                    | 24 V DC, 100 Ah                             |